# Unguiculus
Unguiculus (l. mn. unguliculi) – w szerokim sensie terminem tym określa się mały pazurek (unguis) końcowy lub paznokciopodobny wyrostek.
W wąskim znaczeniu: unguiculus to mniejszy z ząbkowanych pazurków na stopach skoczogonków. Stanowi on formę wyrostka empodialnego (appendix empodialis), odchodzącego ku górze z brodawkowatej części przedstopia i usytuowany jest naprzeciwko dużego pazura.